# Mercury (equip ciclista)
L'equip Mercury, conegut anteriorment com a Nutra Fig o Comptel va ser un equip ciclista professional estatunidenc, que va competir de 1995 a 2002.

## Principals resultats
- Joe Martin Stage Race: Thurlow Rogers (1996)
- Tour de Beauce: Jonathan Vaughters (1997), Henk Vogels (2001)
- USPRO Criteritum Challenge: Julian Dean (1998), Gordon Fraser (2000), Derek Bouchard-Hall (2000), Henk Vogels (2002)
- Tour de Poitou-Charentes: Floyd Landis (2000)
- Tour de Langkawi: Christopher Horner (2000)
- Redlands Bicycle Classic: Christopher Horner (2000)
- Gran Premi de la vila de Rennes: Gordon Fraser (2000)
- First Union USPRO Championships: Henk Vogels (2000)
- Clàssica d'Alcobendas: Henk Vogels (2000)
- Gran Premi d'Isbergues: Peter Van Petegem (2001)
- Volta als Països Baixos: Léon van Bon (2001)
- Kuurne-Brussel·les-Kuurne: Peter Van Petegem (2001)
- Volta al llac Qinghai: Tom Danielson (2002)

### A les grans voltes
- Giro d'Itàlia
  - 0 participacions

- Tour de França
  - 0 participacions

- Volta a Espanya
  - 0 participacions

## Classificacions UCI
Fins al 1998 els equips ciclistes es trobaven classificats dins l'UCI en una única categoria. El 1999 la classificació UCI per equips es dividí entre GSI, GSII i GSIII. D'acord amb aquesta classificació els Grups Esportius I són la primera categoria dels equips ciclistes professionals. La següent classificació estableix la posició de l'equip en finalitzar la temporada.
| Temporada | Classificació per equips | Millor ciclista en la classificació individual |
| --------- | ------------------------ | ---------------------------------------------- |
| 1996      | 52è                      | Christopher Horner (180è)                      |
| 1997      | 47è                      | Jonathan Vaughters (155è)                      |
| 1998      | 53è                      | Julian Dean (362è)                             |
| 1999      | 21è (GSII)               | Gordon Fraser (277è)                           |
| 2000      | 8è (GSII)                | Henk Vogels (125è)                             |
| 2001      | 19è                      | Pàvel Tonkov (79è)                             |
| 2002      | 4t (GSIII)               | Henk Vogels (310è)                             |